# アメリカ合衆国憲法修正第2条
アメリカ合衆国憲法修正第2条（アメリカがっしゅうこくけんぽうしゅうせいだい2じょう、英: Second Amendment to the United States Constitution）は、1791年12月15日にアメリカの権利章典で採択された、アメリカ人民の武装権について定めるアメリカ合衆国憲法の条項。人民の武器を保持、所持する権利を保護するものである。

## 解釈
アメリカ合衆国憲法修正第2条がアメリカにおける銃規制反対の根拠になっており、条項内の武装権を、「民兵を組織するための州の権利であって個人に銃所持を認めたものではない」としてみる集団的権利と、「個人が武装する権利」であるとしてみる個人的権利という二通りの解釈が存在する。
2008年7月、ヘラー事件において合衆国最高裁判所は「個人的権利」の解釈を採用する判決を示した。それと同時に、この権利は無限に力を持つのではなく、「重罪人や精神障害者による銃器の所持」の禁止や「危険かつ異常な武器の携帯」の制限など、禁止の存在を妨げないことも盛り込んだ。
権利章典（アメリカ合衆国憲法修正第1条〜第10条）は、1787年に制定された憲法には、国家の統治の形態や方法だけしか規定が無く、国家や国家権力と市民の関係に関する規定がないことを問題提起されて、1789年に制定されたものであり、修正第1条〜第10条の規定は国家や国家権力に対する市民の権利であると考えられる。

## 条文
規律ある民兵は、自由な国家の安全にとって必要であるから、人民が武器を保有しまた携帯する権利は、これを侵してはならない。